# Radlsteg
Der Radlsteg in München liegt in der Altstadt und verläuft von der Westenriederstraße bis zum Tal.

## Geschichte

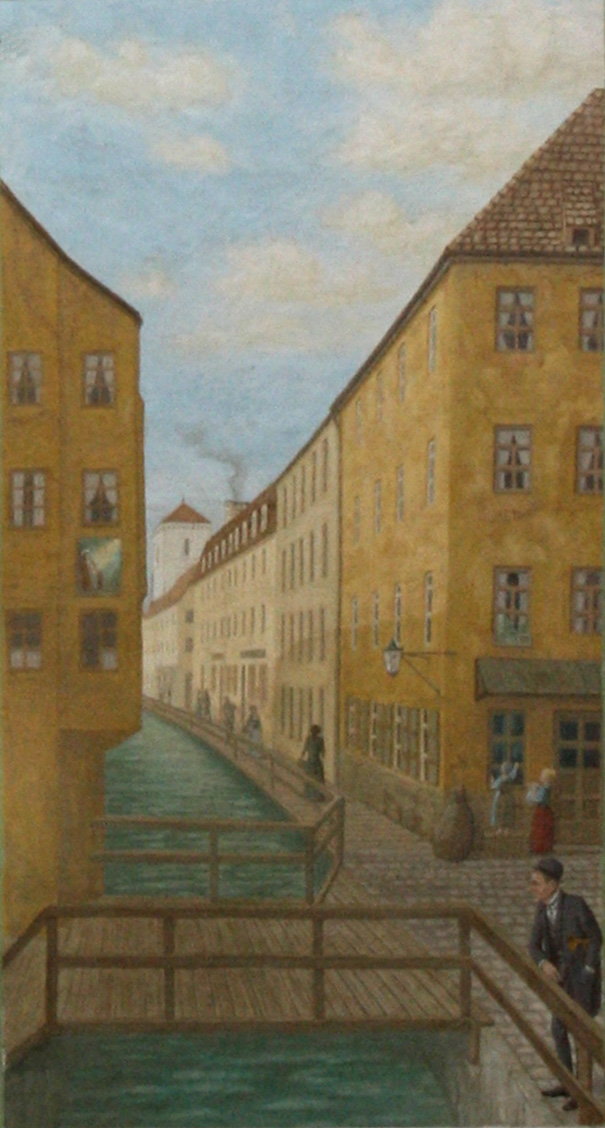
Der Radlsteg um 1880. Fresko von Hans Wissmeyer (1993) an der Hauswand am Radlsteg 2

Der Radlsteg war früher ein enges Gässchen, beziehungsweise ein Steg, an dem inzwischen überwölbten Stadtbach, welcher unter der ehemaligen Hochbrücke durchlief. Dadurch stellte man Gehwege in die nächsten Gässchen her. Die Bezeichnung stammt daher, dass die Überquerung des Bachs durch ein Drehkreuz – im Volksmund „Radl“ (bayerisch für Rädchen) – für Fuhrwerke aller Art gesperrt war. Der Einschüttbach war einer der beiden Arme des Katzenbachs, der hinter der Hochbrücke durch die Hochbrückenstraße floss (siehe Innere Stadtbäche). 1731 war dort das Badergewerbe vertreten. Alternativ leitet sich die Bezeichnung von mehreren Mühlrädern („Radln“) ab, die am Bach entlang gebaut waren. Es folgte 1872 eine Eindeckung und Pflasterung der Einschütt, auch der Katzenbach wurde tiefer gelegt, überwölbt, die Hochbrücke abgebrochen und die Straße geebnet.

## Lage
Der Radlsteg verläuft von der Westenriederstraße in nördlicher Richtung bis zum Tal und setzt sich dann als Hochbrückenstraße fort. Parallel verlaufen die Küchelbäckerstraße (benannt nach den Küchelbäckern, die sogenannte Auszogne herstellten) und die Sterneckerstraße (benannt nach der Bierwirtschaft Zum Sternecker) als reine Fußgängerzonen.